# Torralba del Río
Torralba del Río es una villa y municipio compuesto español de la Comunidad Foral de Navarra, situado en la Merindad de Estella, en la comarca de Estella Occidental y a 80 km de la capital de la comunidad, Pamplona. Su población en 2024 fue de 97 habitantes (INE).
El municipio está compuesto por un concejo: Otiñano y 2 lugares habitados: la villa de Torralba del Río y Nuestra Señora de Codés.

## Toponimia
La localidad de Torralba nace en 1263 o 1264 cuando es fundada por el rey Teobaldo II de Navarra. En sus primeras menciones escritas aparece ya bajo su denominación actual, o bien bajo las variantes de Torralva y Torralua. Su nombre es de claro origen romance y proviene de la expresión torre alba, es decir torre blanca. No se sabe a ciencia cierta la razón de este nombre o si le fue concedido por el rey Teobaldo.
Cuando en el siglo XIX se constituye el actual municipio este se denominó inicialmente Torralba y Otiñano, por sus dos poblaciones, pero este nombre duró poco y el municipio fue conocido como Torralba.
Hasta la reforma de la nomenclatura municipal de 1916 el municipio se llamaba simplemente Torralba. En dicha fecha su nombre fue modificado por el de Torralba del Río. A la Real Sociedad Geográfica le fue encargada la tarea de acabar con las duplicidades de nombres existentes entre municipios españoles, ya que por aquel entonces había 1020 ayuntamientos en España que tenían al menos otro municipio con el mismo nombre. En el caso de Torralba, había cinco municipios con el mismo nombre oficial en España; además de este en Navarra, había un Torralba en la provincia de Cuenca, otro Torralba en la provincia de Castellón, otro Torralba en la provincia de Ciudad Real y un Torralba en la provincia de Huesca. La Real Sociedad Geográfica, quizás sin encontrar un nombre realmente apropiado y considerando que la situación geográfica de Torralba a orillas del río Linares, era suficientemente significativa, propuso añadir el apelativo ...del Río al Torralba navarro para acabar con esta situación de ambigüedad. Las otras localidades homónimas recibieron también denominaciones distintivas que aún hoy en día se conservan.
El topónimo Torralba del Río se estableció como oficial mediante el Real Decreto del 27 de junio de 1916.
El gentilicio es torralbés y torralbesa.

## Símbolos
El escudo de armas de Torralba del Río tiene el siguiente blasón:

Trae de azur y un castillo de oro de tres torres, la de en medio más alta que las laterales. Sobre la derecha un creciente de plata y sobre la izquierda un lucero de ocho puntas..

El sello céreo más antiguo que se conoce de Torralba del Río aparece en la carta de unidad hecha por las villas del reino, en 1327, en Puente la Reina y en él aparece representa sobre una escalinata de tres peldaños una torre con tres almenas.

## Geografía

Situación del término municipal de Torralba del Río en Navarra

El municipio de Torralba del Río está situada en la parte occidental de la Comunidad Foral de Navarra, dentro de la región geográfica de la Zona Media de Navarra o Navarra Media y la comarca geográfica de Tierra Estella, estando su capital del mismo nombre a una altitud de 629 m s. n. m. Su término municipal tiene una superficie de 18 km² y limita al norte con los municipios de Santa Cruz de Campezo en la provincia de Álava en la comunidad autónoma del País Vasco y Nazar, al este con los de Mirafuentes y Espronceda, al sur con el de Bargota y al oeste con el de Azuelo.

## Historia

### Edad Media
Con anterioridad a la fundación de Torralba, en lo que sería su término municipal existían durante la Edad Media cuatro pequeñas aldeas llamadas Bañano, Cabañas, Codés y Eregortes. Estas aldeas aparecen por última vez mencionadas en el Libro del Rediezmo de 1268, desaparecidas ya en los censos del siglo XIV. Es muy posible que sus habitantes se trasladaran a la villa de Torralba atraídos por los privilegios de su fuero.
En el año 1263 o 1264 el rey Teobaldo II de Navarra funda la población de Torralba a la que dota de los fueros de los francos de San Martín de Estella. En el siglo XV Torralba apoyó al Príncipe de Viana durante la Guerra Civil de Navarra. En pago por su fidelidad, don Carlos dotó a los torralbeses de numerosos privilegios, les eximió en 1451 del pago de impuestos (Fonsadera y horno), agregó a su término los despoblados de Otiñano y Eregortes, le concedió el título de Buena Villa con asiento en Cortes, les eximió de impuestos y les concedió una feria anual de siete días por San Bartolomé. Posteriores reyes y reinas de Navarra confirmaron estos privilegios.
Así, Leonor de Navarra confirmó la adscripción perpetua del despoblado de Otiñano a Torralba en 1466, aunque Otiñano volviera a repoblarse, cosa que acabó sucediendo. En la actualidad Otiñano sigue perteneciendo al municipio de Torralba, aunque está situado en otro valle.

### Edad Moderna
Hacia 1500 los últimos habitantes de Eregortes se trasladaron a Espronceda, quedando este lugar también despoblado.
Durante la Edad Moderna, Torralba perteneció a una jurisdicción más amplia, el Valle de la Berrueza.

### Edad Contemporánea
Cuando la entidad de Valle de la Berrueza se disgregó en el siglo XIX; Torralba y Otiñano formaron el actual municipio.

## Demografía
Torralba del Río cuenta con una población de 97 habitantes (INE 2024).
| Gráfica de evolución demográfica de Torralba del Río entre 1842 y 2021 |
| |
| Población de derecho según los censos de población del INE Población de hecho según los censos de población del INEEn este censo se denominaba Torralba y Otiñano: 1842 En estos censos se denominaba Torralba: 1857, 1860, 1877, 1887, 1897, 1900 y 1910 |

## Administración y política

### Gobierno municipal
| Partido político                                 | 2015  | 2015       | 2011  | 2011       | 2007  | 2007       | 2003  | 2003       | 1999 | 1999       | 1995 | 1995       | 1991  | 1991       |
| Partido político                                 | %     | Concejales | %     | Concejales | %     | Concejales | %     | Concejales | %    | Concejales | %    | Concejales | %     | Concejales |
| Unión del Pueblo Navarro (UPN)                   | 50,00 | 3          | 54,02 | 4          | 38,46 | 1          | 50,00 | 3          | —    | —          | —    | —          | 56,94 | 5          |
| Agrupación Independiente Torralba (AIT)          | —     | —          | —     | —          | 59,83 | 4          | —     | —          | —    | —          | —    | —          | —     | —          |
| Agrupación Independiente de Punta Redonda (AIPR) | —     | —          | —     | —          | —     | —          | 43,10 | 2          | —    | —          | —    | —          | —     | —          |

### Organización territorial
El municipio se divide en las siguientes entidades de población, según el nomenclátor de población publicado por el INE (Instituto Nacional de Estadística). Los datos de población se refieren a 2014
| Entidad de Población | Población (2014) |
| -------------------- | ---------------- |
| Otiñano              | 21               |
| Torralba del Río     | 99               |

## Personas notables
- Benjamín Fernández de Legaria Goñi, Padre Teófilo (1898-1936): sacerdote y miembro de la Congregación de los Sagrados Corazones. Asesinado en Madrid durante la guerra civil española. Fue declarado beato de la Iglesia católica el 13 de octubre de 2013.[18]